# Mistrzostwa Świata w Tenisie Stołowym 1939
13. Mistrzostwa świata w tenisie stołowym odbyły się w dniach 6–11 marca 1939 roku w Kairze. Były to pierwsze mistrzostwa rozgrywane poza Europą, a także pierwsze, na których żadnego medalu nie zdobyli Węgrzy. Na najwyższym stopniu podium stanęli natomiast zawodnicy z Czechosłowacji, III Rzeszy i Anglii.

## Końcowa klasyfikacja medalowa
| Miejsce | Państwo          | Złoto | Srebro | Brąz | Razem |
| ------- | ---------------- | ----- | ------ | ---- | ----- |
| 1       | Czechosłowacja   | 3     | 3      | 4    | 10    |
| 2       | III Rzesza       | 2     | 0      | 2    | 4     |
| 2       | Anglia           | 2     | 0      | 2    | 4     |
| 4       | Rumunia          | 0     | 1      | 1    | 2     |
| 4       | Jugosławia       | 0     | 1      | 1    | 2     |
| 6       | Polska           | 0     | 1      | 0    | 1     |
| 6       | Luksemburg       | 0     | 1      | 0    | 1     |
| 8       | Królestwo Egiptu | 0     | 0      | 4    | 4     |
| 9       | Francja          | 0     | 0      | 1    | 1     |

## Medaliści
| Konkurencja                | Złoto                          | Srebro                            | Brąz                                                            |
| -------------------------- | ------------------------------ | --------------------------------- | --------------------------------------------------------------- |
| Gra pojedyncza kobiet      | Vlasta Depetrisová             | Gertrude Pritzi                   | Marie Kettnerová Samiha Naili                                   |
| Gra pojedyncza mężczyzn    | Richard Bergmann               | Alojzy Ehrlich                    | Bohumil Váňa Žarko Dolinar                                      |
| Gra podwójna kobiet        | Hilde Bussmann Gertrude Pritzi | Angelica Edelstein Sari Kolosvary | Vlasta Deptrisova Věra Votrubcová Marie Kettnerová Samiha Naili |
| Gra podwójna mężczyzn      | Viktor Barna Richard Bergmann  | Miloslav Hamr Josef Tartakower    | Jeffrey Hyde Hyman Lurie Raoul Bedoc Michel Haguenauer          |
| Gra mieszana               | Bohumil Váňa Věra Votrubcová   | Vaclav Tereba Marie Kettnerová    | Marcel Geargoura Hilde Bussmann Mansour Helmy Gertrude Pritzi   |
| Konkurs drużynowy mężczyzn | Czechosłowacja                 | Jugosławia                        | Anglia                                                          |
| Konkurs drużynowy kobiet   | III Rzesza                     | Czechosłowacja                    | Rumunia                                                         |